# Первые ласточки (телесериал)
«Пе́рвые ла́сточки» (укр. Перші ластівки) — украинский драматический телесериал.
Онлайн-премьера первой серии состоялась 11 ноября 2019 года на YouTube-канале «Нового канала». Телевизионная премьера состоялась 19 ноября 2019 года на «Новом канале». Сериал транслировался в течение одной недели, с понедельника по четверг, по 2 новых серии в день нон-стопом.
В конце показа каждой серии был указан телефон «горячей линии» общественной организации «Ла Страда-Украина». Благодаря этому операторы стали ежедневно принимать более 600 обращений от подростков и родителей, которые делились своими переживаниями и разочарованиями. Заключительная серия первого сезона вышла 22 ноября 2019 года и завершилась клиффхэнгером.
2 марта 2020 года телесериал был официально продлён на второй сезон, который получил название «Первые ласточки. Zависимые».
Премьера сериала в России состоялась 29 марта 2020 года в онлайн-кинотеатре «КиноПоиск HD». Сериал был полностью дублирован на русский язык российскими актёрами дубляжа.
Премьера второго сезона состоялась на «Новом канале» 14 декабря 2020 года. Второй сезон транслировался в течение одной недели, с понедельника по четверг, по 2 новых серии в день нон-стопом.
Премьера второго сезона сериала в России состоялась 15 декабря 2020 года в онлайн-кинотеатре «КиноПоиск HD». Сериал был полностью дублирован на русский язык актёрами самого проекта.
2 февраля 2021 года сериал был официально продлён на третий сезон.

## Сюжет

### Первый сезон
Смертельная игра «Ласточки» набирает популярность среди молодёжи. В интернете её называют социальной пандемией нашего времени. Анонимы, называющие себя Друзьями, ведут переписки и подталкивают подростков к совершению самоубийств. И если раньше считалось, что под их влияние попадают лишь дети из неблагополучных семей, то теперь в зоне риска может оказаться кто угодно.  
Начало учебного года для учащихся из 11-го Б омрачено самоубийством одной из школьниц.  

### Второй сезон
Учебный год для студентов второго курса факультета журналистики начинается со знакомства с новой преподавательницей, известной журналисткой Кирой, использующей собственную методику преподавания, и самоубийства одного из одногруппников. В процессе расследования становится известно о том, что каждый из героев сражается с какой-то зависимостью.

## В ролях
| Актёры                    | Персонажи                 | Персонажи                    |
| Актёры                    | 1 сезон                   | 2 сезон: Zависимые           |
| ------------------------- | ------------------------- | ---------------------------- |
| Виктория Литвиненко       | Ольга Макарова            | Кира Зотова                  |
| Таисия-Оксана Щурук       | Катя Счастливая           | Альбина Харткипер (Потороча) |
| Александр Рудинский       | Ник Маслов                | Лёша Сметанин                |
| Максим Самчик             | Федя Макаров Саша Макаров | Влад Якименко                |
| Полина Носыхина           | Лера Фаркаш               |                              |
| Мария Смолякова           | Полина Дудка              |                              |
| Максим Девизоров          | Денис Денисенко           | Назар Левицкий               |
| Олеся Жураковская         | Лариса Дудка              | Светлана Якименко            |
| Дарья Трегубова           | Тина Фаркаш               | Маргарита Потороча           |
| Александр Бегма           | Антон Счастливый          | Егор Калита                  |
| Олег Гоцуляк              | Макс Яковенко             | Ваня Кожух                   |
| Нина Набока               | Валентина Георгиевна      | тётя Люба                    |
| Константин Октябрьский    | Илья                      |                              |
| Сергей Кияшко             | Артур Макаров             | Константин Потороча          |
| Ирина Тамим               | Ирина Счастливая          | Татьяна Чечель               |
| Анна Остапенко            | Соня                      |                              |
| Семён Горов               | Александр Фаркаш          |                              |
| Дмитрий Палеев-Берманский | директор школы            |                              |
| Маргарита Лапина          | Маша Маслова              | девочка с детской площадки   |
| Виктор Степаненко         | Данил Счастливый          |                              |
| Ярослав Гранко            | дед Ника Маслова          |                              |
| Егор Суворов              | Стас                      |                              |
| Анастасия Пустовит        |                           | Карина Вознюк                |
| Анастасия Рула            |                           | Ева Чечель                   |
| Виталий Салий             |                           | Дмитрий Бевза                |
| Роман Ясиновский          |                           | Семён                        |
| Ада Роговцева             |                           | Надежда Ивановна Кожух       |
| Михаил Кришталь           |                           | Игорь                        |
| Елена Стефанская          |                           | Оксана Зотова                |
| Яна Смоленцева            |                           | Марина Левицкая              |
| Максим Далекорей          |                           | Слава                        |
| Владислава Гаркуша        |                           | Таня                         |
| Анна Яремчук-Бобало       |                           | Елена Сметанина              |
| Артур Ильин               |                           | Мишка                        |
| Владимир Питеров          |                           | Андрей Сильвестрович         |
| Владислав Писаренко       |                           | медбрат Паша                 |
| Игорь Садовой             |                           | Тарас                        |
| Катерина Свириденко       |                           | Надя                         |
| Антон Самчик              |                           | маленький Влад               |

## Список сезонов
| Сезон | Сезон | Эпизоды | Период трансляции | Период трансляции |
| Сезон | Сезон | Эпизоды | Премьера          | Финал             |
| ----- | ----- | ------- | ----------------- | ----------------- |
|       | 1     | 8       | 19 ноября 2019    | 22 ноября 2019    |
|       | 2     | 8       | 14 декабря 2020   | 17 декабря 2020   |

## Производство
Идею создать молодёжный триллер креативный продюсер и сценарист Евгений Туник предложил «Новому каналу» в 2016 году.
Съёмки первого сезона сериала проходили в Киеве с мая по июль 2019 года. Школьные сцены снимали «на натуре» во время летних каникул учащихся.
Допремьерный показ-презентация первых двух серий состоялся 5 ноября 2019 года в киевском кинотеатре «Октябрь».
По словам экс-генерального директора Нового канала, продюсера проекта Алексея Гладушевского, изначально сериал планировался как законченная односезонная история и в ней должен был быть другой финал. В конце 8-й серии преступник снимал капюшон, и зрители видели его лицо. Почти перед самым эфиром заключительной серии первого сезона на Новом канале создатели спешно внесли правки, и отрезали лицо злодея на уровне капюшона для того, чтобы сохранить интригу, и сделать затравку для второго сезона.
С 23 июля по 29 сентября 2020 года прошли съёмки второго сезона.

## Саундтрек
Композитором телесериала стала певица DaKooka.
| Исполнитель             | Название композиции           |
| ----------------------- | ----------------------------- |
| DaKooka                 | Люби меня                     |
|                         | Герой                         |
|                         | Мозг                          |
|                         | Интро                         |
|                         | Минута                        |
|                         | Некому                        |
|                         | Утопая                        |
|                         | Не дорікай                    |
|                         | Гордо                         |
|                         | Из воды сухим                 |
|                         | Обещай                        |
|                         | Не ссы                        |
|                         | Руки                          |
|                         | Травы                         |
|                         | Умри                          |
|                         | Знаешь                        |
|                         | Знала                         |
|                         | Мечты                         |
|                         | Море                          |
|                         | ВДХВН                         |
| PROBASS ∆ HARDI         | Indy                          |
|                         | Mantra                        |
|                         | Rockstar                      |
|                         | The Boss                      |
|                         | We Takin' Over [FREE FRIDAYS] |
| PROBASS ∆ HARDI X НКНКТ | Танцуй                        |

## Рейтинги
На Украине первый сезон телесериала успешно прошёл в эфире Нового канала. Сериал посмотрели более 6 млн зрителей по ТВ и несколько миллионов онлайн. В конце каждой серии сообщались контактные данные негосударственного центра психологической поддержки. За первый месяц показа количество звонков в центр выросло в шесть раз.

## Мнения о сериале
Телесериал получил неоднозначные оценки зрителей, критиков и общественных деятелей.
Сериал вызвал широкий общественный резонанс на Украине и привлёк внимание мировой прессы, поскольку в нём затрагиваются вопросы современной молодёжи (онлайн-харассмент, cексуальная самоидентификация и суицид), которые ранее практически не обсуждались публично.
Киновед Ярослав Пидгора-Гвяздовский отметил, что значительное количество реплик сериала звучали «неестественно» из-за некачественной речи на украинском языке, а кинокритик издания «Тексты» Константин Воздвиженский указал на то, что большинства песен DaKooKa исполняются на русском, а украинский язык ленты звучит «несколько искусственно и нередко засорен русизмами». При этом он подчеркнул, что качество украинского языка «Ласточек» значительно выше, чем в украинском сериале «Школа».

## Награды и номинации
Проморолики и логотип сериала производства «Нового канала» были номинированы и попали в шорт-лист премии PROMAX AWARDS: EUROPE в категориях «social responsibility announcement spot».
Промо-ролики, в которых на лицах героев сериала меняются татуировки с надписями заняли первое место в номинации TV Project — Typography на украинском фестивале Ukrainian Design: The Very Best Of.
Серебро в пяти номинациях (TV Program — Logo; TV Program/Film Promo — Promo Spot: Motion Graphics, Moving Image, Video; Program/Film Promo — Open/Titles; Program/Film Promo — Miscellaneous Design; Motion Graphics — Title Design & Motion Graphics of Film/Series) на украинском фестивале Ukrainian Design: The Very Best Of получили титры к сериалу, концепт лого и социальный проморолик.
По результатам зрительского голосования проект был признан Лучшим украинским мини-сериалом десятилетия в рейтинге «Снято в Украине TV: лучшее за 10 лет».
Логотип сериала одержал победу в категории Concept Logo на PromaxBDA Awards Europe 2020.